# Капля (річка)
Капля, Зарубинка — річка в Україні, у Коростенському та Хорошівському районах Житомирської області. Ліва притока Іршиці (басейн Дніпра).

## Опис
Довжина річки 11 км. Висота витоку річки над рівнем моря — 210 м; висота гирла над рівнем моря — 201 м; падіння річки — 9 м; похил річки — 0,82 м/км. Формується з декількох безіменних струмків та 2 водойм. Площа басейну 39 км².

## Розташування
Бере початок на північному заході від села Зарубинка. Тече переважно на південний схід у межах сіл Кропивня (коростенська) та Кропивня (хорошівська). На околиці села Гацьківка впадає в річку Іршицю, ліву притоку річки Ірша.